# 鞍山老窖
鞍山老窖是遼寧省鞍山市千山區汤岗子出产的一种清香型白酒，源于三百年前清初时肖仲诚于辽阳开设“古源烧锅”后，以东北红高粱、大米、小米、小麦、玉米五种粮食为原料，用汾酒酿法酿出的白酒，被文人雅士称之为“肖氏酒”，但平民百姓则称之为“杂酿酒”。1945年东北易手，肖氏因乃大地主家族，田产被分给农民，酒坊也关闭停产，但肖氏后人因其酿酒技艺被多个酒厂聘为技术指导。改革开放后肖氏传人肖庆家于腾鳌镇设厂生产“古源老窖”，后于2005年5月6日改名为“鞍山老窖”。